# Mark Henrich
Mark Henrich (Alemania, 22 de julio de 1961) es un atleta alemán retirado, especializado en la prueba de 4x400 m en la que, compitiendo con la República Federal Alemana, llegó a ser medallista de bronce olímpico en 1988.

## Carrera deportiva
En los JJ. OO. de Seúl 1988 ganó la medalla de bronce en los relevos 4x400 metros, con un tiempo de 3:00.56 segundos, llegando a meta tras Estados Unidos y Jamaica, siendo sus compañeros de equipo: Edgar Itt, Jörg Vaihinger, Ralf Lübke, Norbert Dobeleit y Bodo Kuhn.